# Саут-Сарасота (Флорида)
Саут-Сарасота (англ. South Sarasota) — статистически обособленная местность, расположенная в округе Сарасота (штат Флорида, США) с населением в 5314 человек по статистическим данным переписи 2000 года.

## География
По данным Бюро переписи населения США статистически обособленная местность Саут-Сарасота имеет общую площадь в 6,22 квадратных километров, из которых 5,18 кв. километров занимает земля и 1,04 кв. километров — вода. Площадь водных ресурсов округа составляет 16,72 % от всей его площади.
Статистически обособленная местность Саут-Сарасота расположена на высоте 4 м над уровнем моря.

## Демография
По данным переписи населения 2000 года в Саут-Сарасота проживало 5314 человек, 1487 семей, насчитывалось 2509 домашних хозяйств и 2719 жилых домов. Средняя плотность населения составляла около 854,34 человек на один квадратный километр. Расовый состав населённого пункта распределился следующим образом: 95,97 % белых, 0,40 % — чёрных или афроамериканцев, 0,21 % — коренных американцев, 1,17 % — азиатов, 0,92 % — представителей смешанных рас, 1,34 % — других народностей. Испаноговорящие составили 4,03 % от всех жителей статистически обособленной местности.
Из 2509 домашних хозяйств в 20,6 % воспитывали детей в возрасте до 18 лет, 49,3 % представляли собой совместно проживающие супружеские пары, в 7,3 % семей женщины проживали без мужей, 40,7 % не имели семей. 32,8 % от общего числа семей на момент переписи жили самостоятельно, при этом 14,1 % составили одинокие пожилые люди в возрасте 65 лет и старше. Средний размер домашнего хозяйства составил 2,12 человек, а средний размер семьи — 2,68 человек.
Население статистически обособленной местности по возрастному диапазону по данным переписи 2000 года распределилось следующим образом: 18,1 % — жители младше 18 лет, 4,6 % — между 18 и 24 годами, 22,2 % — от 25 до 44 лет, 29,7 % — от 45 до 64 лет и 25,4 % — в возрасте 65 лет и старше. Средний возраст жителей составил 48 лет. На каждые 100 женщин в Саут-Сарасота приходилось 95,2 мужчин, при этом на каждые сто женщин 18 лет и старше приходилось 93,6 мужчин также старше 18 лет.
Средний доход на одно домашнее хозяйство статистически обособленной местности составил 53 125 долларов США, а средний доход на одну семью — 74 907 долларов. При этом мужчины имели средний доход в 48 409 долларов США в год против 23 031 доллар среднегодового дохода у женщин. Доход на душу населения статистически обособленной местности составил 53 125 долларов в год. 3,9 % от всего числа семей в населённом пункте и 6,6 % от всей численности населения находилось на момент переписи населения за чертой бедности, при этом 9,9 % из них были моложе 18 лет и 0,6 % — в возрасте 65 лет и старше.